# Коппола, Стивен
Стивен Коппола (англ. Steven Coppola; род. 22 мая 1984, Буффало, Нью-Йорк) — американский гребец, выступавший за сборную США по академической гребле в период 2004—2011 годов. Бронзовый призёр летних Олимпийских игр в Пекине, чемпион мира, победитель и призёр многих регат национального значения.

## Биография
Стивен Коппола родился 22 мая 1984 года в городе Буффало, штат Нью-Йорк.
Заниматься академической греблей начал в 1998 году во время учёбы в старшей школе. Позже проходил подготовку в гребной команде Принстонского университета, неоднократно принимал участие в различных студенческих регатах. Состоял в Vesper Boat Club в Филадельфии.
Первого серьёзного успеха на взрослом международном уровне добился в сезоне 2004 года, когда вошёл в основной состав американской национальной сборной и побывал на чемпионате мира в Баньолесе, откуда привёз награду бронзового достоинства, выигранную в зачёте распашных рулевых четвёрок.
В 2005 году в восьмёрках одержал победу на мировом первенстве в Гифу.
На чемпионате мира 2006 года в Итоне стал бронзовым призёром в восьмёрках.
В 2007 году на мировом первенстве в Мюнхене попасть в число призёров не смог, финишировал в восьмёрках четвёртым.
Благодаря череде удачных выступлений удостоился права защищать честь страны на летних Олимпийских играх 2008 года в Пекине. В составе экипажа-восьмёрки в финале пришёл к финишу третьим позади команд из Канады и Великобритании — тем самым завоевал бронзовую олимпийскую медаль.
После пекинской Олимпиады Коппола остался в составе гребной команды США на ещё один олимпийский цикл и продолжил принимать участие в крупнейших международных регатах. Так, в 2009 году в безрульных четвёрках он выиграл бронзовую медаль на этапе Кубка мира в Люцерне, выступил на чемпионате мира в Познани, где сумел квалифицироваться лишь в утешительный финал C и расположился в итоговом протоколе соревнований на 13 строке.
В 2010 году в восьмёрках финишировал шестым на этапе Кубка мира в Люцерне.
В 2011 году в программе восьмёрок стал четвёртым на этапе Кубка мира в Люцерне, тогда как на мировом первенстве в Бледе показал в той же дисциплине восьмой результат. Вскоре по окончании этих соревнований принял решение завершить спортивную карьеру.